# Зборовська Ніла Вікторівна
Ніла Вікторівна Зборовська (27 вересня 1962, с. Рубаний Міст Черкаська область Україна — 24 серпня 2011, Київ) — українська літературознавиця, письменниця і психоаналітикиня.

## Біографія
Народилася в селі Рубаний Міст Черкаської області в родині Віктора Зборовського та Анни Глоби.
Закінчила філологічний факультет Київського державного університету ім. Т. Г. Шевченка та аспірантуру при Інституті літератури та мистецтва НАН Казахстану в м. Алма-Аті (1991). У 2008 році захистила докторську дисертацію на тему «Психоісторія новітньої української літератури: проблеми психосемантики і психопоетики» при Інституті літератури ім. Т. Г. Шевченка НАН України.
Викладала в Київському національному лінгвістичному університеті (доцентка кафедри теорії та історії світової літератури) у 1997-2006 рр. курси "Сучасна українська література ХХ століття", "Теорія літератури" та інші.
Була директоркою Центру ґендерних досліджень. Займала посаду провідної наукової співробітниці Інституту літератури ім. Т. Шевченка НАН України. Авторка численних есеїв, декількох прозових творів і понад 100 наукових досліджень, зокрема, з лесезнавства.
Померла від раку. Похована на батьківщині. На її честь було названо одну з вулиць села (колишній провулок Шевченка).

## Авторка книг
- «Танцююча зірка» Тодося Осьмачки. — К.: МСП «Козаки», 1996 . — 64 с.
- Феміністичні роздуми: На карнавалі мертвих поцілунків. — Л.: Літопис, 1999 . — 336 с. (автори: Зборовська Ніла та Ільницька Марія) [Режим доступу: https://moodle.znu.edu.ua/pluginfile.php?file=/184786/mod_resource/content/1/Зборовська.%20На%20карнавалі%20мертвих%20поцілунків.pdf [Архівовано 9 липня 2021 у Wayback Machine.]]
- Пришестя вічності. — К.: Факт, 2000. — 223 с.
- Моя Леся Українка: Есей. — Тернопіль: Джура, 2002 . — 228 с.
- Психоаналіз і літературознавство: Посібник. — К.: Академвидав, 2003 . — 392 с.
- Українська реконкіста: анти-роман. — Тернопіль: Джура, 2003 . — 304 с.
- Код української літератури: Проект психоісторії новітньої української літератури. — К.: Академвидав, 2006 . — 498 с.  [Архівовано 9 липня 2021 у Wayback Machine.]